# Rudo
La municipalidad de Rudo se localiza dentro de la región de Foča, dentro de la República Srpska, en Bosnia y Herzegovina.

## Localidades
Esta municipalidad de la República Srpska, localizada en Bosnia y Herzegovina se encuentra subdividida en las siguientes localidades a saber:
- Arbanasi
- Arsići
- Bare
- Bijelo Brdo
- Biševići
- Bjelugovina
- Bjelušine
- Bjeljevine
- Blizna
- Boranovići
- Bovan
- Božovići
- Budalice
- Cvrkote
- Čavdari
- Danilovići
- Dolovi
- Donja Rijeka
- Donja Strmica
- Donje Cikote
- Donji Ravanci
- Dorići
- Dubac
- Dugovječ
- Džihanići
- Gaočići
- Gojava
- Gornja Rijeka
- Gornja Strmica
- Gornje Cikote
- Gornji Ravanci
- Grabovik
- Grivin
- Janjići
- Knjeginja
- Kosovići
- Kovači
- Kula
- Ljutava
- Međurečje
- Mikavice
- Mioče
- Misajlovina
- Mokronozi
- Mrsovo
- Nikolići
- Obrvena
- Omačina
- Omarine
- Oputnica
- Orah
- Oskoruša
- Past
- Pazalje
- Peljevići
- Petačine
- Plema
- Pohare
- Polimlje
- Popov Do
- Prebidoli
- Pribišići
- Prijevorac
- Radoželje
- Rakovići
- Ravne Njive
- Resići
- Rudo
- Rupavci
- Setihovo
- Sokolovići
- Stankovača
- Staro Rudo
- Strgači
- Strgačina
- Šahdani
- Štrpci
- Trbosilje
- Trnavci
- Trnavci kod Rudog
- Ustibar
- Uvac
- Vagan
- Viti Grab
- Zagrađe
- Zarbovina
- Zlatari
- Zubač
- Zubanj

## Demografía
Si se considera que la superficie total de este municipio es de 344 kilómetros cuadrados y su población está compuesta por unas 11.571 personas, se puede estimar que la densidad poblacional de esta municipalidad es de treinta y cuatro habitantes por cada kilómetro cuadrado de esta división administrativa.

## Personas célebres
- El Gran Visir del Imperio otomano Sokollu Mehmet Bajá (Mehmed Paşa Sokolović), nació en Sokolovići, recibiendo como demónimo el nombre de su aldea de origen.
- Stevan Moljević, político serbio.